# 布魯斯·波利昆
布魯斯·波利昆（英語：Bruce Poliquin；1953年11月1日—）是美国的一位政治人物。自2015年開始，他是緬因州第二國會選區選出的聯邦眾議員。他的黨籍是共和黨。他曾經參加2012年緬因州參議員選舉。波利昆在2014年的眾議員選舉中當選。